# Piperacetazine
Piperacetazine (Quide) là một tiền chất chống loạn thần, đáng chú ý nhất được sử dụng cho bệnh tâm thần phân liệt.